# Старый Порицк
Старый Порицк (укр. Старий Порицьк) — село в Павловской сельской общине Владимирского района Волынской области Украины.
До 2020 года входило в Иваничевский район.
Код КОАТУУ — 0721187901. Население по переписи 2001 года составляет 435 человек. Почтовый индекс — 45343. Телефонный код — 3372. Занимает площадь 12,6 км².